# Třída Mubarraz
Třída Mubarraz je třída raketových člunů Námořnictva Spojených arabských emirátů. Třídu tvoří dvě jednotky postavené německou loděnicí Lürssen jako typ FPB 44 (číslo označuje délku trupu). Obě jsou stále v aktivní službě.

## Pozadí vzniku
V loděnicích Lürssen byly postaveny dvě jednotky této třídy, pojmenované Mubarraz (P 4401) a Makasib (P 4402). Obě byly do služby zařazeny v roce 1991.

## Konstrukce
Plavidla nesou vyhledávací radar Sea Giraffe 50HC a systém řízení palby BEAB 9LV200. Hlavňovou výzbroj tvoří jeden dvouúčelový 76mm kanón OTO Melara v dělové věži na přídi. Údernou výzbroj tvoří čtyři protilodní střely MM.40 Exocet. Obranu proti vzdušným cílům představuje šestinásobné vypouštěcí zařízení Sadral pro protiletadlové řízené střely velmi krátkého dosahu Mistral. Pohonný systém tvoří dva diesely MTU. Lodní šrouby jsou dva. Nejvyšší rychlost přesahuje 33 uzlů.